# Martinus Osendarp
Martinus Bernardus "Tinus" Osendarp (21. května 1916 Delft – 20. června 2002 Heerlen) byl nizozemský atlet, sprinter, dvojnásobný mistr Evropy z roku 1938.

## Sportovní kariéra
Při premiéře evropského šampionátu v roce 1934 získal bronzovou medaili v běhu na 200 metrů, stejného úspěchu dosáhl jako člen nizozemské štafety na 4 x 100 metrů. Obdobně úspěšný byl na olympiádě v Berlíně v roce 1936 – obsadil třetí místo ve finále běhů na 100 i 200 metrů. Nejvíce úspěchů zaznamenal na mistrovství Evropy v roce 1938, kde zvítězil v bězích na 100 i 200 metrů.